# Laurent Balangué
Laurent Balangué, nasceu a 25 de Maio de 1988, é um jogador de rugby que actua na posição de Terceira Linha, no US Colomiers, competindo habitualmente no escalão de Esperanças ("Espoirs"). Mede 1,88 m e pesa 96 kg. É internacional português sub-21 e já representou o XV do Presidente em jogos não oficiais. A 13 de Novembro de 2010 cumpriu a primeira internacionalização sénior por Portugal num jogo frente aos Estados Unidos.
A 14 de Fevereiro de 2010 fez a sua estreia em campeonatos profissionais, ao representar a equipa principal do US Colomiers num jogo do Pro D2 (segundo escalão francês). Desde então representou a sua equipa por cinco vezes, duas das quais a titular

## Palmarés
- Internacional português: 2 cap
- Internacional português sub-21